# Електронний регулятор ходу
Електронний регулятор ходу (англ. ESC, Electronic Speed Controller) - пристрій для керування обертами електродвигуна, що застосовується на радіокерованих моделях з електричною силовою установкою та електричних транспортних засобах.
Електронний регулятор ходу дозволяє плавно варіювати електричну потужність, що подається на електродвигун.
На відміну від простіших резистивних регуляторів ходу (наразі практично не застосовуються в моделізмі), які керували потужністю двигуна шляхом включення в ланцюг послідовно з мотором активного навантаження, що перетворює надлишкову потужність на тепло, електронний регулятор ходу має значно вищий ККД та не витрачає енергію акумуляторної батареї на зайвий нагрів.

## Класифікація
- Залежно від типу електродвигуна, для управління якими призначені:
  - Для колекторних електродвигунів;
  - Для безколекторних бездатчикових електродвигунів;
  - Для безколекторних електродвигунів з датчиками Холу.

- Залежно від типу моделей:
  - Для авіамоделей;
  - Для автомоделей;
  - Для судномоделей.

Всі регулятори також розрізняються залежно від максимального робочого струму, напруги батареї, можливістю роботи з акумуляторами різного типа.
Регулятори ходу для безколекторних електродвигунів принципово відрізняються від регуляторів ходу для колекторних моторів: окрім керування потужністю, що підводиться до електромотора, вони повинні визначати положення ротора в кожен момент часу, щоб точно задавати фази трьох живлячих напруг, необхідних для роботи безколекторного електромотора. Ці регулятори зазвичай дорожче за регулятори ходу для колекторних двигунів на ту ж електричну потужність. Регулятор ходу безколекторних електромоторів забезпечує роботу тільки одного підключеного до нього безколекторного мотора, тоді як регулятор ходу колекторних моторів дозволяє під'єднати до нього декілька колекторних моторів послідовно або паралельно, з єдиним обмеженням, щоб сумарний струм не перевищував максимальний струм, на який розрахований даний регулятор ходу.
Регулятори ходу для судномоделей мають додатковий захист від вологи.
Регулятори ходу для автомоделей мають розвинений радіатор повітряного охолодження і можливість реверсу напряму обертання електродвигуна.

## Загальний опис

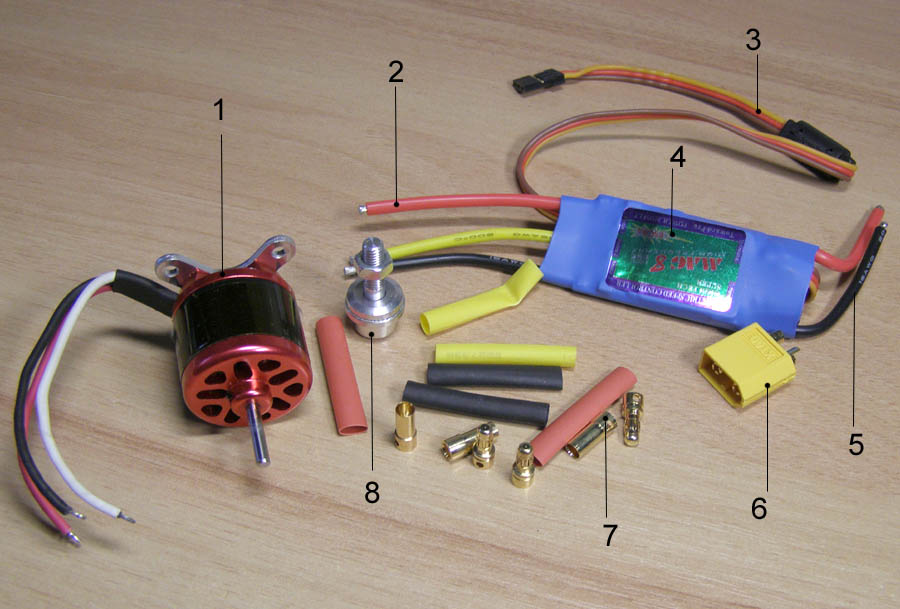
Електронний регулятор ходу та безколекторний двигун для авіамоделей 1—безколекторний електродвигун; 2—провода примикання двигуна; 3—кабель примикання до приймача (подача сигналу); 4— електронний регулятор ходу; 5— провода примикання акумулятора; 6—ро́знім акумулятора; 7—контакти примикання двигуна; 8—муфта пропелера

Регулятор швидкості керує ходом будь-якої моделі з електричним приводом. Залежно від призначення вони мають деякі відмінності. Регулятори для автомоделей інколи мають функцію зворотного ходу. Судномодельні захищені від попадання води. ESC вертольотів можуть виконувати і функцію говернера, який забезпечує сталі оберти двигуна незалежно від навантаження на ротор моделі. 
На регуляторі також лежить завдання забезпечення живленням приймача і всіх сервоприводів. Силові акумулятори мають напругу 7.2-7.4 В і вище, тоді як для живлення приймача необхідне 4,8-6 В, тому в регулятор вбудовується функція BEC, що перетворює напругу ходового акумулятора в нижчу для живлення приймача і сервоприводів.
Регулятори можуть мати на корпусі кнопки для зміни певних параметрів, деякі фірми випускають спеціальні кабелі для підключення регулятора до комп'ютера і точного налаштування. Прості автомодельні лише дозволяють відключати функцію реверсу. Моделі для спорту дозволяють настроювати стартовий струм для двигуна, силу гальмування, експоненти для газу.
Більшість авіамодельних регуляторів програмуються шляхом послідовних маніпуляцій ручкою газу на передавачі апаратури радіокерування, або можуть маюти інтерфейс підключення до ПК.
Важлива функція регулятора - Fail Safe. У випадку, якщо модель втратить сигнал від передавача системи радіокерування, наприклад, при перевищенні дальності роботи або перешкод в ефірі, регулятор негайно відключає двигун.